# Souad Salih
Souad Salih est une personnalité égyptienne contemporaine. Elle occupe le poste de professeur de fiqh comparé à l'université Al-Azhar.

## Ses positions au sujet des femmes en Islam
Elle a mené une campagne médiatique en Égypte pour permettre aux femmes d'occuper le poste de mufti. 
En 2007, ses fatwas au sujet de Hend Farghali, une fille de 11 ans devenue mère à la suite d'un viol ont créé une polémique dans la classe politico-sociale égyptienne.
En mars 2010, elle s'est opposée un projet de loi du parlement égyptien autorisant l'avortement et la stérilisation d'une femme si sa santé ou sa situation financière ne lui permet pas d'avoir d'enfants.
En janvier 2016, elle provoque un scandale en Égypte, en déclarant sur la chaine Al Hayat TV que le droit islamique autorisait les musulmans à violer les femmes non-musulmanes si celles-ci sont captives en temps de guerre ,,.